# Young Kim
Young Kim, née le 18 octobre 1962 à Incheon (Corée du Sud), est une femme politique américaine. Membre du Parti républicain, elle est élue à l'Assemblée de l'État de Californie de 2014 à 2016, puis à la Chambre des représentants des États-Unis lors des élections de 2020.

## Biographie

### Jeunesse et carrière dans le privé
Young Kim grandit à Séoul. Sa famille quitte la Corée du Sud en 1975, d'abord pour Guam puis pour Hawaï, où elle termine ses études secondaires. En 1981, elle entre à l'université de Californie du Sud. Elle acquiert la nationalité américaine en 1984.
Après ses études, Kim devient analyse financière pour la banque First Interstate Bank puis responsable de l'entreprise de vêtements JK Sportswear Manufacturing. Elle finit par fonder sa propre société de vêtements féminins, avec son mari.

### Débuts en politique

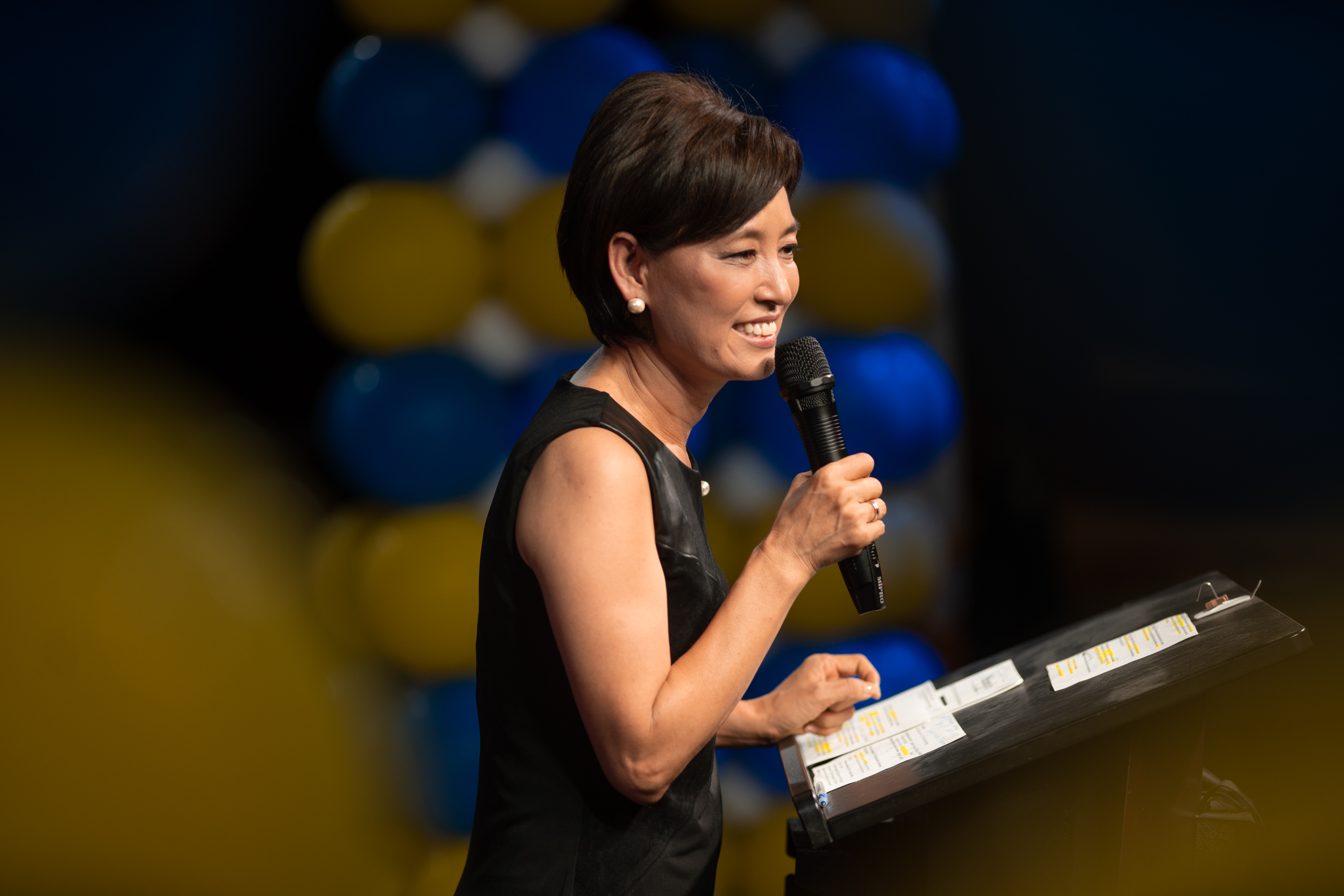
Young Kim en campagne en 2019.

À partir des années 1990 et pendant 21 ans, Young Kim travaille pour le républicain Ed Royce, élu au Sénat de Californie puis à la Chambre des représentants des États-Unis. Elle est notamment chargée des relations avec la communauté asiatique locale.
En 2014, elle est élue sous les couleurs du Parti républicain à l'Assemblée de l'État de Californie, dans le 65e district. Elle bat la démocrate sortante Sharon Quirk-Silva avec 13 points d'avance. Durant son mandat, elle milite notamment pour la construction d'un hôpital pour vétérans dans le comté d'Orange et pour protéger les femmes victimes de violences conjugales. En 2016, elle est battue par Sharon Quirk-Silva qui prend sa revanche par cinq points de pourcentage.

### Candidatures au Congrès
À l'approche des élections de 2018, Ed Royce annonce ne pas être candidat à sa réélection à la Chambre des représentants dans le 39e district de Californie. Young Kim déclare alors sa candidature au Congrès des États-Unis, avec le soutien de Royce. Le district comprend le nord du comté d'Orange, l'est du comté de Los Angeles et une partie du comté de San Bernardino ; il compte environ autant d'asiatiques, de latinos et de blancs. Historiquement républicain, le district a voté en faveur d'Hillary Clinton en 2016,.
Young Kim arrive en tête de la primaire du mois de mars avec 21,2 % des voix devant le démocrate Gil Cisneros (19,4 %), devenu philanthrope après avoir gagné 266 millions de dollars à la loterie de Californie. Kim et Cisneros s'affrontent lors de l'élection de novembre 2018. La républicaine lève environ 2,5 millions de dollars pour sa campagne mais son opposant démocrate lève plus de 11 millions de dollars, dont 8,8 millions proviennent de sa fortune personnelle. Le duel devient l'une des cinq élections à la Chambre des représentants les plus chères du pays. Alors qu'elle arrive en tête le soir de l'élection, Young Kim voit son avance se réduire au fur et à mesure du dépouillement des bulletins de vote par correspondance. Elle est finalement battue par Cisneros, qui la devance de 3,2 points (51,6 % contre 48,4 %). Lors de ces élections, marquées par une vague démocrate à l'échelle nationale, tous les sièges républicains du comté d'Orange basculent en faveur des démocrates.
Quelques mois après sa défaite, Young Kim annonce qu'elle repart en campagne pour reconquérir le siège à l'occasion des élections de 2020. Lors de la primaire de mars 2020, Kim rassemble 48,4 % des suffrages, devant Cisneros à 46,8 %. Contrairement à 2018, elle lève davantage de fonds que son adversaire démocrate. En novembre, elle est élue représentante des États-Unis avec 50,6 %, battant ainsi Cisneros alors que sa circonscription donne 10 points d'avance à Joe Biden lors de l'élection présidentielle concomitante. Avec Michelle Steel et Marilyn Strickland, élues le même jour, elle devient la première femme coréano-américaine à siéger au Congrès,.

## Positions politiques
Sur les questions économiques, Young Kim est en faveur d'impôts peu élevés et souhaite réduire les régulations pesant sur les entreprises. Pour lutter contre le dérèglement climatique, elle estime cependant que des régulations supplémentaires sont nécessaires.
Sur les questions de société, elle s'oppose à l'avortement et au mariage homosexuel,. Elle estime notamment que l'orientation sexuelle dépend de l'environnement dans lequel on grandit.
Au sein de l'Assemblée de Californie, elle vote à plusieurs reprises contre des lois visant à limiter le port d'armes à feu. En matière d'immigration, si elle soutient un renforcement de la frontière mexicaine, elle est favorable au statut DACA pour les immigrés illégaux arrivés mineurs aux États-Unis.